# Pe-8
Pe-8 (ros. Пе-8), wcześniej TB-7 i ANT-42 (ros. Петляков Пе-8, Тяжёлыи Бомбардировщик ТБ-7 i АНТ-42) – radziecki ciężki samolot bombowy dalekiego zasięgu z okresu II wojny światowej. Po wojnie był używany jako samolot zaopatrzeniowy dla radzieckich stacji polarnych.

## Projektowanie i prototyp
Zapotrzebowanie na nowy ciężki bombowiec dalekiego zasięgu, mający zastąpić ówcześnie produkowany TB-3, pojawiło się pod koniec 1933 roku. W pierwotnych założeniach samolot miał osiągać prędkość od 280 do 300 km/h na wysokości 5000 m, osiągać pułap 8000 m i przenosić 4000 kg bomb na odległość 4000 km. Miał on być bombowcem służącym do niszczenia celów strategicznych na tyłach wroga. Wymagania te zostały przekazane do Centralnego Instytutu Lotniczo-Hydraulicznego (CAGI) 26 lipca 1934 roku. Już następnego dnia szef biura konstrukcyjnego CAGI Andriej Tupolew (konstruktor TB-3) zarządził rozpoczęcie prac nad nowym samolotem, który otrzymał wewnętrzne oznaczenie ANT-42.
Pracami nad ogólnym schematem konstrukcyjnym samolotu w drugiej połowie 1934 roku zajmowali się Andriej Tupolew, Borys Kondorski i Władimir Pietlakow. Zadecydowano jednak, że projektowaniem zajmie się w całości zespół konstruktorów nr 1 pod kierunkiem Pietlakowa, dzięki czemu stał się on pierwszy raz głównym konstruktorem samolotu. Projektem kadłuba w jego zespole zajmował się początkowo Władimir Miasiszczew, a później zastępca Pietlakowa Iosif Niezwał, który był także wiodącym konstruktorem samolotu.
Pod koniec 1934 roku, gdy samolot znajdował się na etapie projektu wstępnego, wymagania dowództwa Wojskowych Sił Powietrznych Robotniczo-Chłopskiej Armii Czerwonej (WWS RKKA) znacznie wzrosły. Wojskowi żądali zwiększenia pułapu do 15 000 m, udźwigu do 5000 kg bomb i prędkości maksymalnej do 600 km/h – co było nierealne.
Dzięki staraniom CAGI, w styczniu 1935 pojawiły się znacznie realniejsze wymagania techniczno-taktyczne – prędkość maksymalna w granicach 330–350 km/h, pułap przelotowy 4000 m, udźwig 2000 kg, a zasięg 4600 km. Pierwotny wstępny projekt ANT-42 stanowił głębokie rozwinięcie konstrukcji ciężkiego bombowca TB-3 i miał zbliżone wymiary, różniąc się od ostatecznego samolotu TB-7 – przedstawiał czterosilnikowy średniopłat z dość cienkim kadłubem i „garbem”, w którym mieściła się kabina pilotów. Za nią miał być przed ogonem dodatkowy występ, gdzie mieściła się grzbietowa wieżyczka strzelecka, strzelająca do przodu. Jako napęd przewidziano cztery silniki rzędowe AM-34FRN radzieckiej konstrukcji Mikulina, o mocy nominalnej 1050 KM i startowej 1200 KM. Samolot wprowadził nowe rozwiązania dla radzieckiego przemysłu lotniczego pod względem zastosowania nowych materiałów i technologii, w szczególności gładkiego metalowego poszycia nitowanego, wciąganego podwozia i zamkniętej kabiny załogi. W grudniu 1935 roku zatwierdzono zmieniony projekt wstępny oraz zaakceptowano drewnianą makietę płatowca i zlecono budowę prototypu Zakładowi Konstrukcji Doświadczalnych CAGI w Moskwie (późniejszy zakład nr 156).
Budowę prototypu ukończono 9 listopada 1936 roku, po czym samolot w częściach przewieziono na Lotnisko Centralne w Moskwie i zmontowano. 23 grudnia (z ponad dziewięciomiesięcznym opóźnieniem) otrzymano silniki rzędowe AM-34FRN. Rano 27 grudnia 1936 roku szef pilotów oblatywaczy CAGI Michaił Gromow odbył na ANT-42 pierwszy lot, stwierdzając, że stateczność w locie jest dobra. Uzyskano prędkość maksymalną wynoszącą 370 km/h. Do 20 marca 1937 roku Gromow odbył 14 lotów próbnych, które wskazały na konieczność dopracowania konstrukcji. W ramach poprawek między innymi zmieniono układ chłodzenia. Wszystkie chłodnice zamontowano tylko w gondolach silników wewnętrznych, przechodzących w gondole podwozia, dzięki czemu gondole silników zewnętrznych stały się bardziej opływowe. Zamontowano też w kadłubie za kabiną pilotów sprężarkę centralnego doładowania ACN-2 z własnym silnikiem rzędowym M-100. System ten przewodem o średnicy 150 mm wtłaczał sprężone powietrze do wszystkich silników, co pozwalało na zachowanie wysokiej mocy na dużych wysokościach. Podczas dalszych prób prototypu na lotnisku Podlipki złamało się podwozie, lecz samolot naprawiono do 1 sierpnia.
Próby państwowe odbywały się w dniach od 11 sierpnia do 28 października 1937 roku. Przy masie startowej 23 860 kg osiągnięto prędkość 403 km/h na wysokości 8000 m oraz 368 km/h na 10 000 m, a przy masie startowej 28 000 kg (z 2 tonami bomb) uzyskano zasięg 3000 km. Na podstawie wyników badań stwierdzono, że samolot jest nowoczesny pod względem osiągów taktyczno-technicznych, a wysoka prędkość na dużej wysokości sprawia, że mało zagrażają mu współczesne myśliwce. Do wad zaliczono niedopracowanie zespołu silnikowo-śmigłowego oraz ciężką pracę sterów. Masa pustego samolotu wynosząca 18 000 kg również była uważana za zbyt dużą. W tej sytuacji samolot nie spełniał oczekiwań lotnictwa i zlecono jego dopracowywanie do 10 grudnia 1937 roku. Zadanie to było utrudnione przez fakt, że w międzyczasie w ramach represji stalinowskich aresztowani zostali Tupolew i Pietlakow. Obowiązki głównego konstruktora przejął Iosif Niezwał.
Pod koniec zimy 1938 roku dowództwo WWS RKKA postanowiło przenieść próby samolotu do Eupatorii na Krym z uwagi na lepszą pogodę. Podczas prób pilot Piotr Stiefanowski osiągnął prędkość 430 km/h i pułap aż 11 000 m.
W sprawozdaniu z badań samolotu, który otrzymał nazwę ciężkiego bombowca TB-7 AM-34FRNB M-100 (pełne oznaczenie wraz z silnikami) znalazły się następujące spostrzeżenia:
„a) Samolot osiąga pułap wyższy, niż współczesne szybkie samoloty myśliwskie.
b) Prędkości uzyskiwane na wysokościach 7000–8000 m są równe prędkościom nowoczesnych szybkich myśliwców.
c) Droga rozbiegu przy starcie z masą 30 000 kg jest równa 700 m.
d) Zasięg lotu bez wykorzystania silnika centralnego doładowania z ładunkiem 2000 kg wynosi 3000 km.
e) Bezpośredni kontakt załogi bombowca ze sobą oraz ogrzewanie kabiny załogi umożliwia długotrwały lot na wysokościach 8000–10 000 m.
f) Wysoka manewrowość samolotu na wysokościach 8000–10 000 m zapewnia celne bombardowanie i gwarantuje pozostawienie samolotu poza zasięgiem ognia artylerii.
Wymienione osiągi samolotu sprawiają, że praktycznie niezagrożony przez współczesne armaty przeciwlotnicze. Instytut wnioskuje uruchomienie produkcji seryjnej samolotu w 1938 roku i wprowadzenie go do uzbrojenia lotnictwa [...]”
Proponowano użycie pierwszego prototypu do lotów rekordowych, w tym przelotu do USA, ale władze nie wyraziły na to zgody; nie doszło także do jego przekazania lotnictwu polarnemu do lotów w Arktyce. Problemy stwarzała dostępność wzmocnionych silników AM-34FRN, które miały niski resurs i jakość, ich dopracowanie przeciągało się, a produkcja była niska. W kwietniu 1939 roku prototyp został wyposażony w mocniejszy silnik dla sprężarki M-103. 1 maja 1939 roku prototyp TB-7 dokonał przelotu nad Placem Czerwonym w Moskwie podczas defilady z okazji święta pracy. Miano nadzieję, że zostanie on zauważony przez kierownictwo państwowe, szczególnie przez Józefa Stalina, jednak przelot ten nie wpłynął na losy samolotu, a reakcje dostojników były umiarkowane. Podczas wojny pierwszy prototyp służył do szkolenia w Kazaniu, lecz w 1943 roku został rozbity na lotnisku.
W kwietniu 1936 roku rozpoczęto prace nad drugim prototypem, tzw. „dublerem”, z uwzględnieniem doświadczeń uzyskanych przy pierwszym prototypie. Posiadał on szereg ulepszeń w zakresie technologii produkcji i obsługi technicznej. Kadłub poszerzono o 100 mm, sterownice i osprzęt zostały inaczej rozmieszczone. Zastosowano usterzenie wolnonośne, w związku z czym zmodyfikowano tylną część kadłuba. W pierwszym prototypie powierzchnie sterów i lotki były pokryte blachą falistą, w drugim poszycie wykonano z płótna. Powierzchnia sterów została powiększona, a lotek zmniejszona. Zamontowano osiem dodatkowych samouszczelniających się zbiorników paliwa oraz nowe zbiorniki oleju. Zmianom uległo także uzbrojenie: stanowiska strzeleckie przednie i tylne otrzymały podwójne sprzężone karabiny maszynowe SzKAS kalibru 7,62 mm zamiast działka SzWAK kalibru 20 mm, zaś grzbietowa wieżyczka została wyposażona w działko SzWAK zamiast karabinu SzKAS. Zlikwidowano całkowicie dolne stanowisko strzeleckie, a na stanowiskach strzeleckich umieszczonych pod skrzydłami zamontowano karabiny maszynowe SzKAS. Zamontowano na nim silniki zdjęte z pierwszej maszyny.
Pierwszy lot drugi prototyp odbył 26 czerwca 1938 roku. 11 sierpnia 1938 roku przystąpiono do prób fabrycznych i państwowych, które potwierdziły wysoką jakość bombowca. Następnie samolot z dalszym przeróbkami przekazano jako wzorzec dla produkcji seryjnej. Podczas wojny drugi prototyp służył do szkolenia, po czym w 1942 roku został zmodernizowany i zaadaptowany na bombowiec, używany bojowo do końca wojny.

## Produkcja seryjna
Samolot został przyjęty na uzbrojenie pod oznaczeniem TB-7, od tjażołyj bombardowszczik (ciężki bombowiec). Dokumentacja potrzebna do produkcji seryjnej TB-7 była gotowa pod koniec roku 1938. Samoloty seryjne otrzymały kilka ulepszeń w stosunku do drugiego prototypu. Najbardziej widoczną różnicą stała się forma nosa kadłuba, z gładkim przeszklonym spodem, bez wystającej „brody” ze stanowiskiem bombardiera. Zmianie uległa też konfiguracja okien w kadłubie. Ludowy Komisarz Przemysłu Lotniczego Michaił Kaganowicz zarządził, by produkcję samolotu umieścić w Zakładach nr 124 w Kazaniu w Tatarstanie, których głównym konstruktorem mianowano Iosifa Niezwała. Zakłady te, nowo utworzone w 1934 roku, były specjalnie przygotowywane do produkcji dużych samolotów transportowych ANT-20bis (PS-124) i bombowych DB-A. Problemem była jednak kadra inżynierska, której rdzeń trzeba było kompletować w Moskwie, niechętna do delegacji do odległego Kazania.
Początkowo zakładano budowę 51 maszyn, w ośmiu seriach. Podzespoły pierwszych pięciu samolotów wykonano na początku 1939 roku. Okazało się jednak wówczas, że brakuje sprężarek do centralnego doładowania silników, gdyż dysponowano jedynie czterema doświadczalnymi, a nie został nawet wyznaczony producent tego ważnego elementu. Pozbawiało to samoloty seryjne ich zalety w postaci dobrych osiągów na dużej wysokości. Co więcej, produkcja niedopracowanych do końca silników AM-34FRN praktycznie ustała. Jednocześnie najwyższe władze radzieckie zmieniły swoje podejście do konieczności posiadania ciężkich bombowców i na spotkaniu na Kremlu w maju 1939 roku Stalin wyrażał się o nich sceptycznie. Uważano, że najlepiej skupić się na produkcji szybkich bombowców bliskiego zasięgu, które mogły służyć do atakowania wroga na drodze dywizji pancernych Armii Czerwonej, a po doświadczeniach wojny zimowej pod koniec roku skupiono się z kolei na projektowaniu bombowców nurkujących. W efekcie, jesienią 1939 roku zdecydowano o przerwaniu produkcji samolotów TB-7, a na początku 1940 roku wręcz władze przemysłu lotniczego nakazały demontaż oprzyrządowania i rozpoczęcie w Kazaniu budowy samolotów pasażerskich Li-2 (PS-84). W tym czasie, do jesieni 1939 roku przekazano lotnictwu dwa pierwsze samoloty seryjne z silnikami AM-34FRN i sprężarkami (nry 4211 i 4212), a na początku 1940 roku dwa kolejne, zaś dalsze 13 samolotów, o numerach do 4227, oczekiwało na silniki. W pierwszej połowie 1940 roku jeszcze ukończono dwa samoloty z ulepszonymi silnikami tej samej rodziny Mikulina: AM-35, lecz już bez centralnych sprężarek. Jeden seryjny TB-7 zaprezentowano w tym roku w locie podczas defilady pierwszomajowej.

Silnik AM-35A eksponowany w MLP w Krakowie

Pomimo tych wydarzeń pozostawała nadzieja, że produkcja TB-7 zostanie wznowiona. Bombowiec miał wielu zwolenników, między innymi pilot oblatywacz Piotr Stiefanowski napisał w grudniu 1939 roku list w jego obronie do Ludowego Komisarza Obrony ZSRR, podając w nim, że zakłady mogą zastosować silniki AM-35 z turbosprężarką TK-1 zamiast sprężarki ACN-2<ref group=uwaga>W liście P. Stiefanowski napisał m.in., że: „W roku 1939 podjęto szereg prób mających na celu wstrzymanie produkcji samolotów bombowych TB-7. Obecnie złożono zamówienia tylko na 10 samolotów, pomimo że moce produkcyjne w Zakładów nr. 124 mogą zapewnić dostawę dziesięciokrotnie większej ilości maszyn. Ta decyzja pozbawi Siły Lotnicze bardzo dobrego samolotu, jakim jest niewątpliwie TB-7. Obecnie w zakładach kończy się montaż turbosprężarek TK-1, użytych zamiast sprężarek ACN-2. Tak zmodernizowany samolot bombowy TB-7 może osiągać prędkość 410 km/h na pułapie 8000 m. Po zastąpieniu turbosprężarki TK-1, turbosprężarką TK-2 lub TK-3B, samoloty napędzane silnikami AM-35 będą mogły na wysokości 9000 m rozwijać prędkość do 500 km/h, dzięki którym ANT-42 osiągnął zalecane osiągi. Na podstawie powyższego uważamy, że samolot TB-7 z silnikiem AM-35 i turbosprężarką TK-2 powinien być nadal produkowany w Zakładach nr. 124, w ilościach nie mniejszych jak 100 sztuk rocznie” (). W międzyczasie w 1940 roku stanowisko Ludowego Komisarza Przemysłu Lotniczego objął Aleksiej Szachurin.
28 maja 1940 roku władze zdecydowały postanowieniem o wznowieniu produkcji samolotu. Miał on być teraz napędzany silnikami wysokoprężnymi M-30 i M-40. Nowym dyrektorem fabryki nr 124 mianowano Michaiła Kaganowicza (byłego Ludowego Komisarza Przemysłu Lotniczego). Do końca 1940 roku ukończono jeszcze cztery samoloty z silnikami AM-35, a ostatnie dwa na początku 1941 roku (łącznie powstało ich osiem). Użycie silników wysokoprężnych w lotnictwie było nietypowe, ale miały one zalety, jak mniejsze zużycie paliwa, przekładające się na zasięg, oraz trudniej zapalne paliwo. W ZSRR pracował nad nimi A. Czaromski, który zbudował silnik lotniczy AN-1, na bazie którego powstały rozwijane w dwóch zakładach silniki z turbosprężarkami: M-30 i M-40. Rozwijały one moc nominalną 1250 KM i startową 1500 KM. Próby pierwszego samolotu z silnikami M-40 (nr 4225) prowadzono od 16 stycznia 1941 roku. Na wysokości 5680 m z ładunkiem 2 ton bomb osiągnął on prędkość 393 km/h. Pomimo niezakończonego cyklu badań i niedopracowania silników, podjęto ich produkcję i do sierpnia 1941 roku lotnictwo otrzymało 10 samolotów ze wzmocnionymi silnikami M-40F i dwa z M-30. Równocześnie wiosną 1941 roku prowadzono próby samolotu nr 42015 z najnowszymi silnikami Mikulina AM-35A (moc 1120/1350 KM). Wariant ten na wysokości 6360 m z ładunkiem 2 ton bomb osiągnął prędkość 443 km/h i został uznany za najlepszy z istniejących i perspektywiczny. 
Podczas wojny produkcja TB-7 była kontynuowana, ale priorytet uzyskały dwusilnikowe samoloty bombowe Pe-2, które zaczęto produkować w Kazaniu jeszcze w 1940 roku. Do Kazania ewakuowano z Moskwy inne zakłady lotnicze. Stwierdzono, że na produkcję samolotów Pe-2 jest za mało miejsca. Jest ona dodatkowo utrudniona przez produkcję TB-7. Postanowiono więc pod koniec roku 1941, że produkcja TB-7 zostanie przerwana. Do wstrzymania produkcji po raz drugi, wyprodukowano 37 maszyn.
W styczniu 1942 roku Petlakow zginął w katastrofie bombowca nurkującego Pe-2, którym leciał na delegację do Moskwy. By uczcić zmarłego konstruktora nazwę samolotu TB-7 zmieniono na Pe-8. Było to zresztą zgodne z trwającą w radzieckim lotnictwie zmianą oznaczeń sprzętu latającego. Samoloty, zamiast oznaczeń informujących o ich przeznaczeniu, otrzymywały nazwy złożone m.in. z pierwszych liter nazwisk konstruktorów (np. PS-84 stał się Li-2, U-2 stał się Po-2, a I-26 stał się Jakiem-1).
W maju 1942 Stalin zaczął się osobiście interesować Pe-8. Nakazał ponowne uruchomienie produkcji samolotu. Nie było to jednak proste. Występowały problemy z napędem samolotów. Silniki AM-35 nie były już produkowane, a silniki wysokoprężne były bardzo zawodne. W tej sytuacji Ludowy Komisariat Przemysłu Lotniczego ZSRR, zaproponował zastosowanie silników Szwecow M-82. Były to czternastocylindrowe silniki zbudowane w układzie podwójnej gwiazdy. Chłodzone były powietrzem. Rozwijały moc 1330 KM. Próby Pe-8 z nowymi silnikami zakończyły się pomyślnie jesienią 1942. Do lata 1943 dostarczono do jednostek Lotnictwa Dalekiego Zasięgu kilka samolotów z nowym napędem.
Jesienią 1942, rozpoczęto prace zmierzające do poprawienia aerodynamiki płatowca. Zaproponowano zmianę dotychczas stosowanych wieżyczek przednich na stanowiska stosowane w samolotach Jer-2. Doprowadziło to do poważnych zmian w budowie przedniej części kadłuba. W seryjnych samolotach zmiany wprowadzono w 1943. Doprowadziło to do niewielkiego zwiększenia zasięgu i prędkości maszyn.
W drugiej połowie 1943 rozpoczęto prace zmierzające do gruntownej modernizacji samolotu. Prowadziło je Biuro Konstrukcyjne kierowane przez inż. Niezwala. Chodziło o poprawę aerodynamiki samolotu, wzmocnienie uzbrojenia i konstrukcji, a także zwiększenie jego możliwości bojowych. Zimą 1943/1944 przeprowadzono prace badawcze nad wstępnym projektem, noszącym oznaczenie fabryczne TB-7 „T”. Wprowadzono w nim szereg zmian w porównaniu z produkowanymi seryjnie samolotami. Wprowadzono nowy układ kabiny z miejscami pilotów obok siebie. Powiększono komorę bombową. Mogła teraz swobodnie pomieścić bombę FAB-5000 lub dwie bomby FAB-2000. Do napędu miały być stosowane silniki ASz-82FN z turbosprężarkami TK-3 lub silniki wysokoprężne M-31.
Projekt zyskał początkowo akceptację Ludowego Komisariatu Przemysłu Lotniczego ZSRR. Czynione były nawet wstępne przygotowania do uruchomienia produkcji samolotu w Zakładach Lotniczych nr 22 w Kazaniu. Dalsze analizy doprowadziły jednak do wniosku, że nowa wersja Pe-8 wymaga zbyt wielu zmian w produkcji, wycofano się więc z realizacji projektu. Decyzja ta zbiegła się z decyzją Państwowego Komitetu Obrony ZSRR z 5 marca 1944. Nakazywała ona przerwanie produkcji samolotu Pe-8 (produkcję seryjną rozpoczynano i wstrzymywano czterokrotnie). Jak się okazało, była to decyzja ostateczna.
Jedną z przyczyn przerwania prac nad doskonaleniem konstrukcji Pe-8 była decyzja o budowie jeszcze większego samolotu bombowego. Miał on przenosić bomby o wadze 5000 kg, rozwijać prędkość 500 km/h i posiadać zasięg nie mniejszy niż 5000 km. Konstrukcja otrzymała kryptonim „64”. Prace nad nim kontynuowano do połowy 1945. Zapadła wtedy decyzja o skopiowaniu amerykańskiego samolotu bombowego Boeing B-29 Superfortress. Prace nad nim doprowadziły do powstania samolotu bombowego Tu-4.

## Zastosowanie bojowe
Planowano wykorzystać jeden TB-7, przechodzący badania, podczas wojny zimowej z Finlandią w styczniu 1940 roku, lecz wysłany do Leningradu samolot miał awarię po drodze i nie doszło do tego. Pod koniec 1940 roku sześć pierwszych seryjnych samolotów TB-7 zostało przekazanych do 14 Pułku Ciężkich Bombowców (14 TBAP), bazującego na lotnisku Boryspol pod Kijowem, a zimą doszło sześć kolejnych (wszystkie z silnikami AM-34FRN i AM-35). Pierwszy z nich uległ jednak katastrofie już w grudniu, a inny został poważnie uszkodzony.
W pierwszych dniach wojny niemiecko-radzieckiej nie brały udziału w walkach. Zostały rozproszone na kilku lotniskach w rejonie Kijowa, gdzie były jednak bombardowane przez Luftwaffe. Kilka zostało zniszczonych (najprawdopodobniej nie więcej, niż cztery), a kilka uszkodzonych.
Ciężkie bombowce TB-7, razem z bombowcami dalekiego zasięgu Jer-2, weszły następnie w skład nowo formowanej 81 Dywizji Lotniczej, podporządkowanej Stawce Naczelnego Dowództwa. Jej dowódcą został lotnik polarny – Bohater Związku Radzieckiego pułkownik Michaił Wodopjanow. Utworzyły one 432 Pułk Bombowców Dalekiego Zasięgu (432 DBAP) tej dywizji, w którego składzie znalazły się wszystkie 24 sprawne samoloty, w eskadrach po trzy maszyny.
22 lipca 1941 Luftwaffe dokonało pierwszego nocnego bombardowania Moskwy. W odpowiedzi Stalin wydał 8 sierpnia rozkaz dokonania nalotu na Berlin. W akcji, która odbyła się w nocy z 10 na 11 sierpnia 1941, wzięły udział samoloty z 81 Dywizji Lotniczej, startujące z Puszkina pod Leningradem (ok. 2700 km w prostej linii). Do lotu bojowego dopuszczono 10 TB-7 oraz 16 Jer-2. Z powodu awarii i zbyt wielkiego obciążenia bombami, wystartowało jedynie 8 TB-7 i 3 Jer-2. Spośród nich 3 TB-7 i 2 Jer-2 doleciały nad Berlin i dokonały bombardowania, ponadto jeden TB-7 zbombardował dworzec w Lęborku. Z powrotem na lotnisko powrócił jeden TB-7, a dwa lądowały gdzie indziej; pozostałe rozbiły się (jeden tuż po starcie). Przyczyną tak wielkich strat były pomyłki radzieckiej artylerii przeciwlotniczej oraz lotnictwa myśliwskiego, które brało nieznane sobie samoloty za wrogie. Wyniki nalotu zostały ocenione negatywnie. Winą za to obarczono dowódcę dywizji Wodopjanowa. Został on pozbawiony dowództwa i w stopniu kombryga (pułkownika) latał jako zwykły pilot.
W związku ze zbliżaniem się wojsk niemieckich do Leningradu, 432 Pułk Ciężkich Bombowców przebazowano do Kowrowa w okręgu włodzimierskim. Ponieważ Berlin znalazł się na granicy ich zasięgu, kilka maszyn wyposażonych w silniki wysokoprężne, poddano specjalnym modyfikacjom. W celu powiększenia długotrwałości lotu do 15 godzin zamontowano dodatkowe zbiorniki z paliwem.
TB-7 odbywały loty w dzień i w nocy. Jesienią, kiedy niemieckie kolumny pancerne dochodziły do Kaługi, dwa TB-7 prowadzone przez Wodopianowa bombardowały Niemców w okolicach miasta. Ponieważ z lotów tych powracały uszkodzone, zarówno przez wrogą, jak i własną artylerię przeciwlotniczą, dlatego postanowiono używać TB-7 tylko nocą. 7 listopada samotny TB-7 dokonał bombardowania Gdańska, gdzie uszkodził elektrownię na wyspie Ołowianka.
Po nocnych lotach bombowców dalekiego zasięgu zdano sobie sprawę, że naloty takie przynoszą znaczne korzyści Armii Czerwonej. Ciężkimi bombowcami zaczął interesować się sam Stalin. Polecił utworzyć flotę powietrzną złożoną z tysięcy takich bombowców. Na mocy jego decyzji utworzono nowy rodzaj sił zbrojnych, podległy bezpośrednio Kwaterze Głównej – Lotnictwo Dalekiego Zasięgu. Na dowódcę wyznaczono Aleksandra Gołowanowa. Liczba Pe-8 była w nowej formacji niewielka. 18 marca 1942 roku w składzie 766. Pułku Ciężkich Bombowców znajdowało się tylko 11 Pe-8, z czego 8 było niesprawnych. W tej sytuacji Stalin postanowił wznowić ich produkcję.
28 kwietnia 1942 jeden Pe-8 przeleciał w celach próbnych z Moskwy nad Bałtykiem i Morzem Północnym na brytyjskie Szetlandy, po czym powrócił szczęśliwie. Następnie w dniach 19–29 maja 1942 ten sam samolot przez Szetlandy, Islandię i Kanadę przetransportował w delegacji do USA (Waszyngton) ministra spraw zagranicznych ZSRR Mołotowa. W czerwcu samolot z Mołotowem na pokładzie, niewykryty przez niemiecką obronę przeciwlotniczą, powrócił do Moskwy. Przy użyciu samolotów Pe-8 w dniu 28 kwietnia 1943 roku dokonano pierwszego bombardowania bombami FAB-5000. Celem nalotu były niemieckie umocnienia nadbrzeżne w rejonie Królewca.

## Zastosowanie po wojnie
Zachowane po działaniach wojennych Pe-8 służyły jako samoloty zaopatrzeniowe dla różnych radzieckich stacji polarnych.

## Konstrukcja
Pe-8 był ciężkim samolotem bombowym, przystosowanym także do wykonywania zadań transportowych, a nawet desantowych.
Kadłub: całkowicie metalowy o konstrukcji skorupowej. Składał się z pięciu części. Część główna, połączona była z centropłatem. Taki podział konstrukcji podyktowany został wymogiem, że samolot musiał być przystosowany do transportu koleją w stanie rozmontowanym.
Skrzydło: dwudźwigarowe, całkowicie metalowe o profilu NACA-230 (lub CAGI-40).
Usterzenie: samonośne, całkowicie metalowe. Stery pokryte płótnem.
Podwozie: w układzie klasycznym – z kółkiem ogonowym. Wciągane w locie, do gondoli wewnętrznych silników, przy pomocy układu hydraulicznego. Awaryjnie koła można było wciągać przy pomocy wciągarki napędzanej ręcznie. Koła o wymiarach 1600 × 500 mm. Kółko ogonowe, o wymiarach 700 × 300 (770 × 330) mm, stałe, sterowane, wyposażone w hamulec.

### Uzbrojenie
Uzbrojenie bombowe
Bomby podwieszane były na 9 wyrzutnikach umieszczonych w komorach bombowych w kadłubie i centropłacie. Maksymalny udźwig bomb wynosił na początku 4000 kg. Z czasem zwiększono go do 5000 kg (był to pierwszy samolot w historii, mogący przenosić bomby o takiej masie). W kadłubowej komorze bombowej można było podwiesić następujące zestawy uzbrojenia:
- 1 bombę FAB-2000 o masie 2000 kg,
- 2 bomby FAB-1000 o masie 1000 kg. każda,
- 4 bomby FAB-500 i masie 500 kg. każda,
- 8 bomb FAB-250 o masie 250 kg. każda lub
- 24 bomby FAB-100 o masie 100 kg. każda.

Na zewnętrznych wyrzutnikach bombowych można było podwiesić 2 bomby FAB-1000, 2 FAB-500, 4 FAB-250 lub 16 bomb FAB-100.
Pod centropłatem można było podwiesić dwa urządzenia rozlewcze WAP-1000, do rozpylania środków chemicznych, zasobnik rotacyjny RRAB z małymi bombami odłamkowymi lub pociski rakietowe RS-132 kalibru 132 mm.
Do celowania zrzutem bomb, służył celownik bombardierski OPB-2MM lub NKPB-3. Znajdował się on, razem z całym wyposażeniem do zrzutu bomb, w kabinie nawigatora, który był jednocześnie bombardierem. Samolot posiadał dodatkową małą komorę, służącą do przenoszenia bomb oświetlających SAB-5 lub SAB-25.
W 1943 na kilku samolotach zainstalowano specjalne wyposażenie umożliwiające im zrzut „superbomb” FAB-5000NG. Bomba miała masę 5400 kg i średnicę 1000 mm. Jej długość, odpowiadała długości komory bombowej samolotu Pe-8. Nie można było jednak zamknąć całkowicie jej drzwi.
Nowa bomba została zastosowana pierwszy raz w nocy z 28 na 29 kwietnia 1943 w czasie nalotu na Królewiec.
Uzbrojenie strzeleckie
W samolotach seryjnych zamontowano 5 stanowisk strzeleckich, uzbrojonych początkowo następująco:
- Stanowisko grzbietowe – wieżyczka TAT z działkiem SzWAK kal. 20 mm.
- Stanowisko przednie – wieżyczka MTS-2 napędzana silnikami elektrycznymi z podwójnymi karabinami maszynowymi SzKAS kal. 7,62 mm.
- Stanowisko ogonowe – wieżyczka 2T-215 z pojedynczym karabinem maszynowym SzKAS kalibru 7,62 mm.
- Stanowiska w gondolach wewnętrznych silników – pojedyncze karabiny maszynowe SzKAS.

W trakcie działań wojennych ustalono, że takie uzbrojenie obronne jest niewystarczające. Z tego powodu podczas przygotowywania samolotów dla 412. Pułku Ciężkich Bombowców, stanowiska strzelców i oparcia foteli pilotów dodatkowo opancerzono. W stanowiskach w gondolach silnikowych zamiast karabinów maszynowych SzKAS, zamontowano karabiny maszynowe UBT kalibru 12,7 mm. Tylna wieżyczka 2T-215 została zastąpiona wieżyczką TAT lub KEB-42. W późniejszym okresie, z tyłu samolotu, montowano wieżyczkę KEB-42 z działkiem SzWAK kalibru 20 mm. Od 1943 roku w przednim stanowisku strzeleckim montowano pojedynczy karabin maszynowy UBT kal. 12,7 mm.